# Резолюция 228 на Съвета за сигурност на ООН
Резолюция 228 на Съвета за сигурност на ООН е приета на 25 ноември 1966 г. по повод конфликта в Палестина.
След като изслушва доклада на началник-щаба на Организацията на ООН за примирието в Близкия изток, представен в доклад на Генералния секретар У Тан и отнасящ се до военната операция на Израел в демилитаризираната зона в Южен Хеброн от 13 ноември 1966 г., и като изслушва становищата на постоянните представители в ООН на Израел и Йордания по въпроса, с Резолюция 228 Съветът за сигурност постановява, че инцидентът от 13 ноември 1966 г. представлява щателно планирана и широкомащабна военна операция на въоръжените сили на Израел срещу територията на Йордания. Като припомня предишните си резолюции, осъждащи актовете на насилие, случили се в нарушение на Общото споразумение за примирие между Израел и Йордания и на Устава на ООН, и призоваващи за прекратяване на насилието в района на демаркационната линия, Съветът за сигурност осъжда широкомащабната военна операция на Израел от 13 ноември 1966 г., извършена в нарушение на Устава на ООН и на Общото споразумение за примирие между Израел и Йордания. Документът изразява съжалението на Съвета за сигурност относно човешките жертви и материалните щети, понесени в резултат на действията на Израел от 13 ноември, и предупреждава израелската страна, че подобни актове на насилие няма да бъдат толерирани и в случай на тяхното повторение, Съветът ще бъде принуден да обсъди допълнителни и по-ефективни мерки, които да обезпечат предотвратяването на бъдещи подобни актове.
Резолюция 228 е приета с мнозинство от 14 гласа „за“, като представителят на Нова Зеландия гласува „въздържал се“.